# الحركة الأفروأمريكية لمنح المرأة حق الاقتراع
على الرغم من اتساع شعبية حركة تصويت النساء في الولايات المتحدة، يتزايد تهميش النساء ذوات الأصل الأفروأمريكي. عانت السيدات الأفروأمريكيات من التمييز على أساس الجنس ومن العنصرية من قبل المدافعين عن حق التصويت ذوي البشرة البيضاء. ولم ينتهِ نضالهن بالتصديق على التعديل التاسع عشر للدستور الأمريكي؛ إذ لم تتمكن الأفروأمريكيات من ممارسة حق التصويت حتى نهاية الستينات، ولم تثنيهن هذه الصعوبات عن موقفهن.

## تهميش الأفروأمريكيات

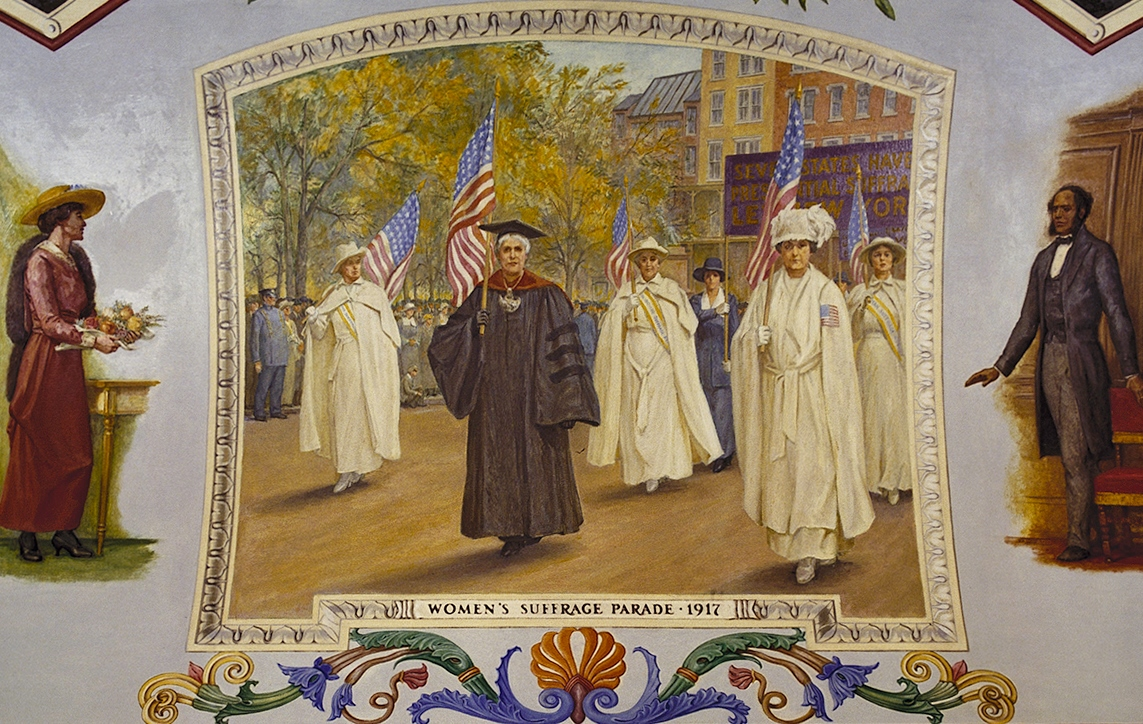
رسم لقادة الحركة الأفروأمريكية لمنح المرأة حق الاقتراع

عام 1980 اتحدت الجمعيتان القومية والأمريكية لمنح المرأة حق التصويت لتشكلا الجمعية القومية الأمريكية لمنح المرأة حق التصويت، لم تعترف الجمعية بحق الأفروأمريكيات في التصويت، وعانين من الاضطهاد.
بدأت حركة الأفروأمريكيات لمنح المرأة حق التصويت سيدات مثل هاريت توبمان وسوجورنر تروث اللواتي شكلن الرعيل الأول للحركة، ومن بعدهن إيدا ويلز، ماري تشرش تيريل، إيلا بيكر، روزا باركس وأنغيلا ديفيس وغيرهن، وكلهن قمن بجهود عظيمة لمنح المرأة الأفروأمريكية حق الاقتراع وأبدين قوة وصمودًا رغم ما تعرضن له من تمييز ومعاملة سيئة واغتصاب من قبل البيض في الشمال والجنوب.
اعتقلت أنغيلا ديفيس عام 1970؛ فقامت مظاهرات احتجاجية تندد باعتقالها في أنحاء العالم، وطوال العامين اللذين اعتقلت فيهما قرأت وكتبت عن الظلم وشاركت في الدفاع عن نفسها، وتم الإفراج عنها بكفالة عام 1972، ثم تمت تبرئتها من جميع التهم الموجهة إليها أمام هيئة المحلفين.

### إنشاء الجمعية القومية لذوات البشرة الملونة

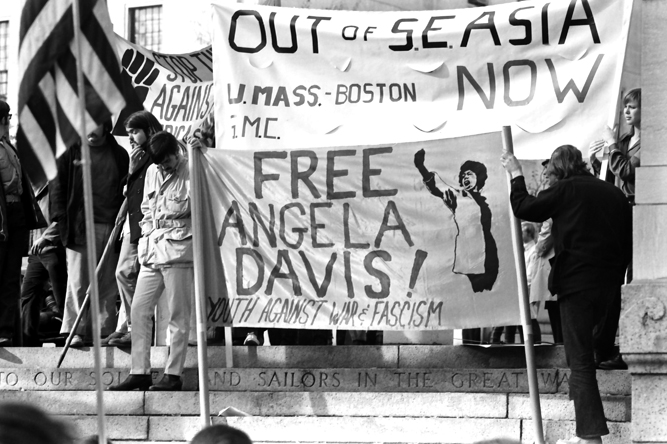
المُطالبة بالإفراج عن أنغيلا ديفيس بوستون 1970

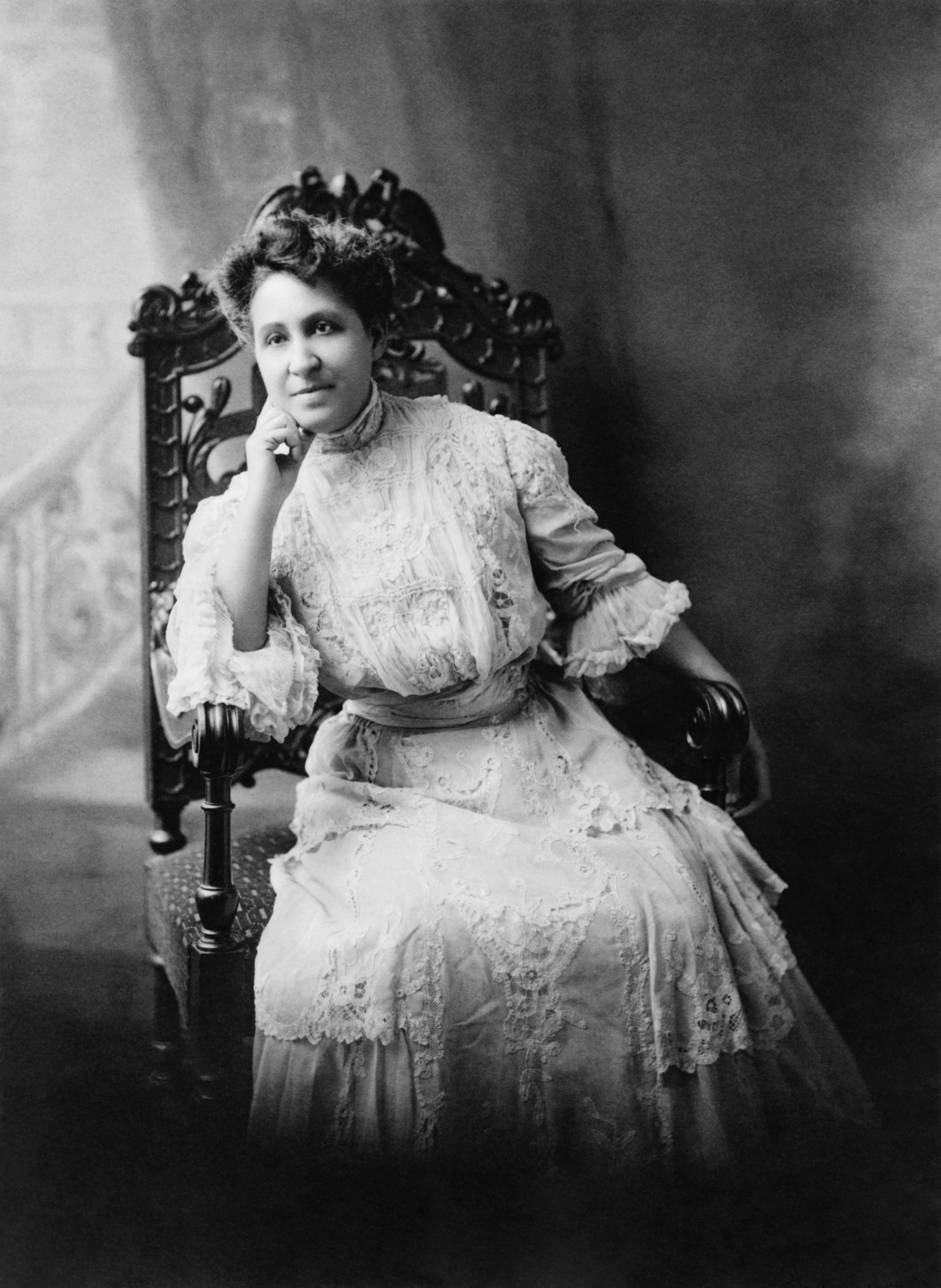
ماري تشرش تيريل

بدأت حركة منح المرأة حق التصويت في الشمال، واقتصرت على ذوات البشرة البيضاء المنتميات للطبقة المتوسطة، معظمهن كن بيضاوات من بوسطن، نيويورك، مين والشمال الغربي، ثم سعت فيما بعد لضم الطبقة العاملة وصاحبات البشرة السوداء. عام 1848 أنشئت الجمعية الأمريكية للمساواة والتي كرست مبدأ المساواة وحق التصويت لأي فرد بغض النظر عن جنسه أو لونه.
في هذه الفترة تم اقتراح التعديل الرابع عشر للدستور الأمريكي وكان الرجال السود على وشك التمتع بحق التصويت دون النساء، اختلفت ردود أفعال النساء بشأن ذلك؛ إذ رأت بعضهن أن منح الرجال السود هذا الحق هو تمهيد لمنحه للنساء ذوات البشرة الملونة فيما بعد، ورأين في تعديل الدستور انتصارًا، بينما غضبت الأخريات كسانتون وأنتوني، ورأين أنه لا ينبغي استبعاد النساء البيض أو السود، وبالفعل اعتُمد التعديل الرابع عشر والخامس عشر. بمرور الوقت بدأت عضوات الجمعية تنظر إلى حق النساء ذوات البشرة البيضاء وذوات البشرة الملونة في التصويت كقضيتين منفصلتين. يرجع هذا التغير في المبادئ إلى أسباب عديدة أهمها هو تولي شابات جدد إدراة الجمعية وتنحي شخصيات كسانتون وأنتوني، وكذلك انتماء المزيد من الجنوبيات للجمعية وسيادة مبدأ التفوق لذوي البشرة البيضاء، ونتيجة للفرقة والاختلاف الحادث في الجمعية القومية لمنح المرأة حق التصويت؛ استقلت السيدات ذوات البشرة السوداء، وأنشأن منظماتهن الخاصة.
في يونيو عام 1892 تم تأسيس رابطة النساء ذوات البشرة الملونة، برئاسة هيلين كوك، وقد دافعت عن حق التصويت لذوي البشرة السوداء، وقامت بعمل فصول ليلية. وانضم الاتحاد الوطني للمرأة الأفروأمريكية برئاسة السيدة بوكر ت. واشنطن إلى الرابطة ليشكلن «الجمعية القومية لذوات البشرة الملونة» برئاسة ماري تشرش تيريل الحاصلة على التعليم العالي. وقد قدمت الجمعية جهودًا عظيمة لتحسين وضع النساء ذوات البشرة الملونة.

## المُدافعة المتعلمة
حاولت الجمعية القومية الأمريكية لمنح المرأة حق التصويت تهميش النساء الأفروأمريكيات قدر الإمكان؛ من هنا جاءت فكرة «المُدافعة المتعلمة» لجعل حق التصويت حكرًا على المتعلمات فقط؛ مما يساعد على إبعاد الأفروأمريكيات فأغلبهن غير متعلمات. بدأت الحركة في الجنوب ثم اتسع نطاقها إلى الشمال أيضًا. لم تتأثر الأفروأمريكيات بالاضطهاد الذي يتعرضن له، بل تتزداد حملتهن عنفوانًا لدعم المساواة بين الرجل وكافة النساء، ولم تجنين ثمار جهودهن إلا بعد 70 عامًا من النِّضال.

## مُشكلات التصويت
على الرغم من تمرير التعديل التاسع عشر للدستور الأمريكي، واجهت الأفروأمريكيات مشكلات عديدة في التصويت خاصةً في الجنوب. في البداية كان من السهل على الأفروأمريكيات الإدلاء بأصواتهن، وانخرط عدد منهن في السياسة، كآني سيمز بانكس التي انتُخبت ممثلةً للحزب الجمهوري بولاية كنتاكي في مارس 1920. وبعد التعديل التاسع عشر للدستور الأمريكي، أصبح عدد من أدلين بأصواتهن من ذوات البشرة الداكنة في فلوريدا أكبر من ذوات البشرة البيضاء. تعرض الأفروأمريكيات للاضطهاد بسبب مخاوف ذوي البشرة البيضاء من سيطرة السود على السلطة السياسية؛ فكان عليهن مثلًا الانتظار لمدة تصل إلى 12 ساعةً قبل أن يسجلن من أجل التصويت، ودفع ضرائب والخضوع لمزيد من الاختبارات كقراءة وتفسير الدستور قبل التمكن من التصويت. في الجنوب تعرضت النساء لمزيد من الصعوبات وصلت إلى الاعتداء الجسدي والتهم الملفقة للزَّج بهن في السجون إن حاولن الإدلاء بأصواتهن، واستمر الأمر هكذا حتى الستينات.